# Mesosfera (manto)

Estructura de la tierra. La mesosfera está etiquetada como Manto más rígido en este diagrama.

En geología, la mesosfera se refiere a la parte del manto de la Tierra debajo de la litosfera y la astenosfera, pero por encima del núcleo externo. El límite superior se define por el fuerte aumento de las velocidades y la densidad de las ondas sísmicas a una profundidad de 660 kilómetros (410 mi). A una profundidad de 660 km, la ringwoodita (γ- (Mg, Fe)2 SiO4) se descompone en perovskita de Mg-Si y magnesiowüstita. Esta reacción marca el límite entre el manto superior y el manto inferior. Esta medida se estima a partir de datos sísmicos y experimentos de laboratorio a alta presión. 
La base de la mesosfera incluye la zona D″ que se encuentra justo por encima del límite entre el manto y el núcleo en aproximadamente 2700 a 2890 kilómetros (1678 a 1796 mi). La base del manto inferior es de aproximadamente 2700 km.
La "mesosfera" (que no debe confundirse con la mesosfera, una capa de la atmósfera) se deriva de la "concha mesosférica", acuñada por Reginald Aldworth Daly, profesor de geología de la Universidad de Harvard. En la era de la tectónica previa a la placa, Daly (1940) infirió que la Tierra exterior constaba de tres capas esféricas: litosfera (incluida la corteza), astenosfera y una capa mesosférica. Las hipotéticas profundidades de Daly hasta el límite entre litosfera y astenosfera oscilaron entre 80 a 100 kilómetros (50 a 62 mi), y la parte superior de la capa mesosférica (base de la astenosfera) era de 200 a 480 kilómetros (124 a 298 mi). Por lo tanto, se dedujo que la astenosfera de Daly era de 120 a 400 kilómetros (75 a 249 mi) de espesor. Según Daly, la base de la mesosfera terrestre sólida podría extenderse a la base del manto (y, por lo tanto, a la parte superior del núcleo). 
Se introdujo un término derivado, mesoplacas, como heurístico, basado en una combinación de "mesosfera" y "placa", para los marcos de referencia postulados en los que aparentemente existen puntos calientes del manto.